# Слави Дамянов
Слави Дамянов е бивш български футболист, полузащитник. Играл е за Дунав (1967 – 1983, 1984 – 1986) и Черноломец (1983 – 1984). Рекордьор с най-много изиграни мачове за Дунав. Има 384 мача и 97 гола (227 мача и 54 гола в А група и 157 мача с 43 гола в Б група). С отбора на Дунав е полуфиналист за КСА през 1977 (в официалния турнир) и през 1983 (в неофициалния турнир) и четвърти в А РФГ през 1975 г. Има 2 мача за А националния отбор, 1 мач за Б националния и 8 мача с 1 гол за младежкия национален отбор. За Дунав има 2 мача турнира за купата на УЕФА). Учредител и треньор на различните формации на Русе 99, делегат от представителството на БФС-Русе.
Починал на 14 декември 2007 година.